# Timeless (Meghan Trainor)
| Recensione   | Giudizio |
| ------------ | -------- |
| Sputnikmusic | 2.1/5    |

Timeless è il sesto album in studio della cantante statunitense Meghan Trainor, pubblicato il 7 giugno 2024 da Epic Records.

## Tracce
Edizione Standard
1. To the Moon – 2:29 (Meghan Trainor, Jacob Kasher Hindlin, Federico Vindver)
2. Been Like This (with T-Pain) – 2:25 (Meghan Trainor, Faheem Najm, Kurt Thum, Ryan Trainor, Gian Stone, Grant Boutin)
3. Crowded Room – 2:24 (Meghan Trainor, Federico Vindver, Emily Warren)
4. Whoops – 2:28 (Meghan Trainor, Sean Douglas, Gian Stone, Grant Boutin)
5. Crushin' (featuring Lawrence) – 2:03 (Meghan Trainor, Clyde Lawrence, Gracie Lawrence, Grant Boutin, Jonny Koh, Jordan Cohen, Sean Douglas)
6. I Wanna Thank Me (featuring Niecy Nash) – 2:23 (Meghan Trainor, Carol Nash, Jacob Kasher Hindlin, Federico Vindver)
7. Love on Hold (featuring T-Pain) – 2:57 (Meghan Trainor, Faheem Najm, Grant Boutin, Ryan Trainor, Justin Trainor)
8. Forget How to Love – 3:18 (Meghan Trainor, Ryan Trainor, Justin Trainor, Scott Hoying)
9. Rollin' – 2:46 (Meghan Trainor, Jacob Kasher Hindlin, Federico Vindver)
10. I Don't Do Maybe – 2:30 (Meghan Trainor, Gian Stone, Jason Evigan, Greg Evigan)
11. I Get It – 3:05 (Meghan Trainor, Jacob Kasher Hindlin, Federico Vindver)
12. Sleepin' on Me – 3:02 (Meghan Trainor, Grant Boutin, Scott Harris)
13. Hate It Here – 2:46 (Meghan Trainor, Justin Trainor, Gian Stone, Steph Jones)
14. Bestie – 3:11 (Meghan Trainor, Grant Boutin, Gian Stone, Sean Douglas)
15. Doin' It All for You – 3:20 (Meghan Trainor, Justin Trainor, Ryan Trainor, Grant Boutin, Chris Gelbuda)
16. Timeless – 3:13 (Meghan Trainor, Federico Vindver, Gian Stone, Sean Douglas)

Traccia Bonus Edizione Target e Edizione Deluxe digitale
1. Bite Me – 2:51 (Meghan Trainor, Federico Vindver, Sean Douglas)

Edizione Deluxe
1. Make a Move – 2:35 (Meghan Trainor, Grant Boutin, Gian Stone, Sean Douglas)
2. Criminals – 2:34 (Meghan Trainor, Tyler Johnson, Josh Kear)
3. Crushin' (featuring Lawrence) – 2:03 (Meghan Trainor, Clyde Lawrence, Gracie Lawrence, Grant Boutin, Jonny Koh, Jordan Cohen, Sean Douglas)
4. Bestie – 3:11 (Meghan Trainor, Grant Boutin, Gian Stone, Sean Douglas)
5. Booty (featuring Paul Russell) – 2:28 (Meghan Trainor, Sean Cook, Emily Warren, Luis Federico Vindver, Ryan Trainor, Paul Russell)
6. Whoops – 2:28 (Meghan Trainor, Sean Douglas, Gian Stone, Grant Boutin)
7. I Wanna Thank Me (featuring Niecy Nash) – 2:23 (Meghan Trainor, Carol Nash, Jacob Kasher Hindlin, Federico Vindver)
8. Hate It Here – 2:46 (Meghan Trainor, Justin Trainor, Gian Stone, Steph Jones)
9. Been Like This (with T-Pain) – 2:25 (Meghan Trainor, Faheem Najm, Kurt Thum, Ryan Trainor, Gian Stone, Grant Boutin)
10. To the Moon – 2:29 (Meghan Trainor, Jacob Kasher Hindlin, Federico Vindver)
11. Timeless – 3:13 (Meghan Trainor, Federico Vindver, Gian Stone, Sean Douglas)
12. Rollin' – 2:46 (Meghan Trainor, Federico Vindver, Gian Stone, Sean Douglas)
13. Love on Hold (featuring T-Pain) – 2:57 (Meghan Trainor, Faheem Najm, Grant Boutin, Ryan Trainor, Justin Trainor)
14. Crowded Room – 2:24 (Meghan Trainor, Federico Vindver, Emily Warren)
15. Doin' It All for You – 3:20 (Meghan Trainor, Justin Trainor, Ryan Trainor, Grant Boutin, Chris Gelbuda)
16. I Get It – 3:05 (Meghan Trainor, Jacob Kasher Hindlin, Federico Vindver)
17. Forget How to Love – 3:18 (Meghan Trainor, Ryan Trainor, Justin Trainor, Scott Hoying)
18. Sleepin' on Me – 3:02 (Meghan Trainor, Grant Boutin, Scott Harris)
19. I Don't Do Maybe – 2:30 (Meghan Trainor, Gian Stone, Jason Evigan, Greg Evigan)
20. Bite Me – 2:51 (Meghan Trainor, Federico Vindver, Sean Douglas)

## Classifiche
| Classifica (2024) | Posizione massima |
| ----------------- | ----------------- |
| Regno Unito       | 12                |
| Stati Uniti       | 27                |